# Lagoa de Veneza

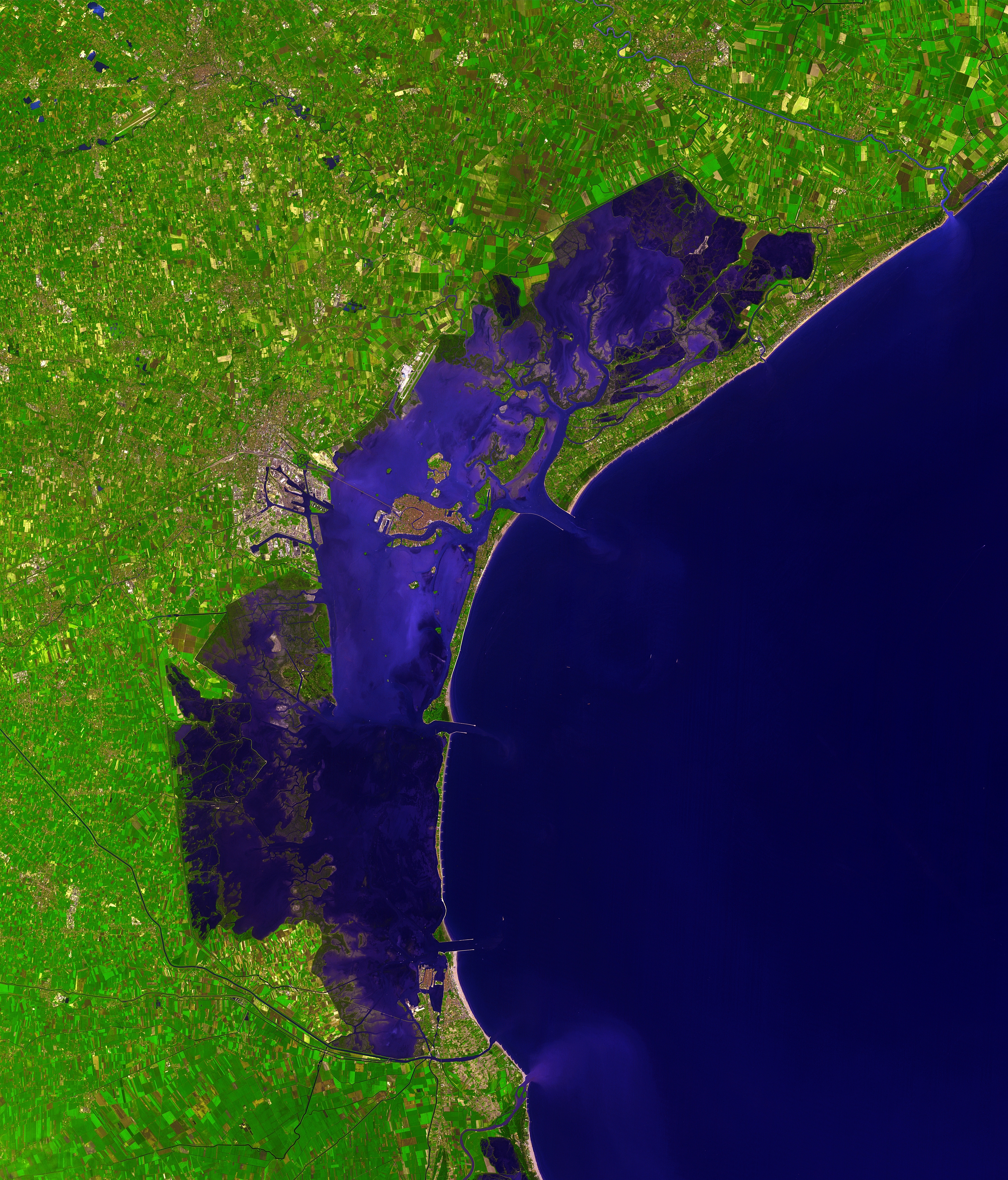
Área da lagoa, em imagem de satélite.

A Lagoa de Veneza (em italiano:  Laguna di Venezia) é uma lagoa no nordeste do Mar Adriático. Veneza está localizada num arquipélago desta lagoa, a 4 km de terra firme e a 2 km do mar aberto, com 118 pequenas ilhas separadas por 160 canais e unidas por mais de 400 pontes.
A área da lagoa é de aproximadamente 550 km², dos quais 8% está ocupada por ilhas, (Veneza e outras pequenas ilhas, como Murano e Burano). Cerca de 11 % da área da lagoa é ocupado permanentemente por água, ou por canais dragados, e os 81% restantes são zonas pantanosas de água salgada.
Está ligada ao Mar Adriático por três aberturas: Lido, Malamocco e Chioggia. Estando localizada num extremo fechado do mar, a lagoa está sujeita a grandes variações do nível da água, produzidas pelas marés e pelos ventos, a mais vistosa das quais é a maré de outono, conhecida como acqua alta e que inunda regularmente grande parte de Veneza.
A lagoa, originalmente, serviu como proteção para as tropas romanas em fuga dos invasores bárbaros no século V, e propiciou o crescimento da República de Veneza e do seu império marítimo. Ainda hoje dá uma base para um porto marítimo, o Arsenal de Veneza e para actividades pesqueiras, além de uma reserva limitada de caça, e para actividades de piscicultura.
Originalmente muitas das ilhas da lagoa eram pantanosas, mas gradualmente foram sendo drenadas e tornadas habitáveis. Muitas das ilhas menores são inteiramente artificiais, enquanto que algumas áreas em redor do porto de Mestre são ilhas saneadas. Uma parte importante das ilhas restantes são na prática dunas, incluindo as da franja limítrofe com o mar (Lido, Pellestrina e Treporti).

## A proteção de Veneza e da Lagoa de Veneza
Depois das dramáticas cheias de 1966, a salvação de Veneza e da lagoa transformou-se em  prioridade nacional e regional.
Os objetivos fixados pelo programa de salvação de Veneza e sua lagoa são:
- Proteção ambiental: Recuperação de costas degradadas, melhoria da qualidade da água e dos sedimentos, proteção e reconstrução do habitat característico das zonas costeiras;
- Defesa contra as "águas altas": o Sistema MOSE, obras móveis nas entradas dos portos, elevação de margens e pavimentação;
- Defesa contra o embate das ondas, reconstrução de praias e dunas;
- Controlo e gestão do ambiente em toda a lagoa, monitorização das principais variáveis e base de dados.

## O Sistema MOSE
O Sistema MOSE é a principal das intervenções destinadas a salvaguardar a integridade de toda a Lagoa de Veneza e da cidade de Veneza em particular, limitando a elevação do nível do Mar Adriático.
O Sistema MOSE está em fase de construção. Foi iniciado em 2004 e prevê-se a sua conclusão em 2011. Será composto por 78 grandes comportas basculantes. Durante as marés baixas as comportas permanecem abertas, apoiadas num receptáculo situado no fundo, permitindo desta forma o movimento natural da água, entre a lagoa e o mar, com um mínimo de interferência. Quando se tem uma previsão de maré maior que 1,10 m sobre o nível médio do mar, injeta-se ar no interior da comporta, e o ar expulsa a água que havia no seu interior - e assim a comporta, sendo mais leve, eleva-se até alcançar uma inclinação de 45 graus, bloqueando desta forma a entrada de água proveniente do Mar Adriático no interior da lagoa. Com este sistema pode alcançar-se um desnível de até 2 m entre o mar e a lagoa. Ao terminar a maré, (a duração média dos eventos mais críticos é de quatro horas e meia), as comportas enchem-se novamente de água, o que as faz descer até se apoiarem nos seus receptáculos no fundo.

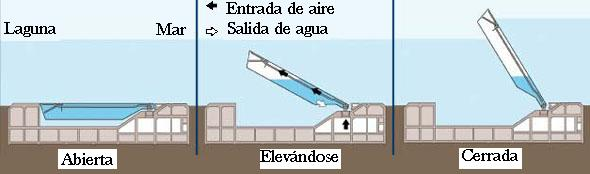
Esquema de funcionamento das comportas do Sistema MOSE

As estruturas de betão que alojam as mesmas quando estas estão abertas consistem em caixões de 60 m de comprimento e com uma largura que pode variar de 35 a 47 m, e altura de cerca de 10 m. Estes elementos são fabricados nas cantarias e uma vez terminados são rebocados até ao lugar onde serão afundados a profundidades que variam entre 15 e 20 m.

## Notas

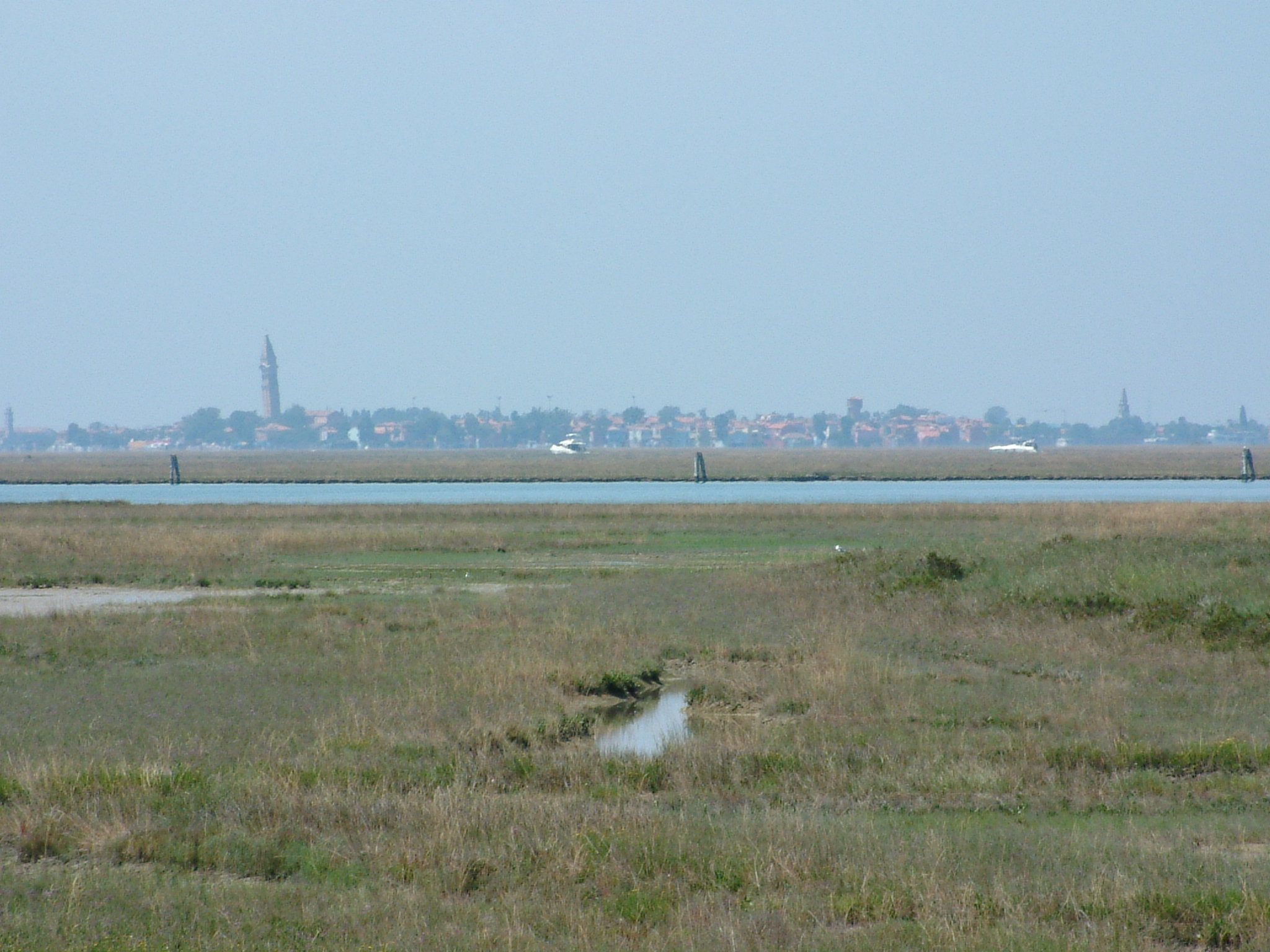
Panorama da lagoa, com Veneza ao fundo.